# K2-74
K2-74, EPIC 206268299 — одиночная звезда в созвездии Водолея на расстоянии приблизительно 1237 световых лет (около 379 парсек) от Солнца. Видимая звёздная величина звезды — +12,59m.
Вокруг звезды обращается, как минимум, одна планета.

## Характеристики
K2-74 — жёлто-белая звезда спектрального класса F9V. Масса — около 0,96 солнечной, радиус — около 0,98 солнечного, светимость — около 1,147 солнечной. Эффективная температура — около 5923 К.

## Планетная система
В 2016 году командой астрономов, работающих с фотометрическими данными в рамках проекта Kepler K2, было объявлено об открытии планеты K2-74 b.